# Borkum (Schiff, 2010)
Die Borkum ist ein Hochseekreuzer der Kontrolleinheit See des deutschen Zolls. Die Reichweite beträgt rund 2300 sm bei einer Dienstgeschwindigkeit von 15 Knoten. Sie ist in Cuxhaven stationiert, namensgebend ist die Nordseeinsel Borkum.

## Geschichte
Das  von zwei Unterwasser-Auftriebskörpern (SWATH) getragene Schiff wurde unter der Baunummer 563 von den Emder Werft- und Dockbetrieben in Emden auf Kiel gelegt und 2010 fertiggestellt. Die Taufe nahm Gudrun Koschyk, Ehefrau des Parlamentarischen Staatssekretärs beim Bundesminister der Finanzen, Hartmut Koschyk, am 3. Februar 2010 vor Vertretern aus Politik, Wirtschaft und Verwaltung in Emden vor.
Die Borkum ist nach ihrem Schwesterschiff Helgoland (in Dienst gestellt im August 2009) das zweite Zollschiff in SWATH-Bauweise und nach Darstellung der Behörde „damit das zurzeit modernste Einsatzmittel des Zolls auf See“. Beide SWATH-Schiffe haben wegen ihrer Doppelrumpfbauweise bessere Seeeigenschaften als gleich große Einrumpfschiffe. Vergleichbare Seegangseigenschaften würden nach Darstellung der Behörde bei herkömmlichen Schiffen erst ab einer Länge von rund 100 Metern erreicht; sowohl die Borkum als auch die Helgoland sind nur halb so lang. Ähnliche Konzepte für den Einsatz in der für teils schwierige Seegangsverhältnisse bekannten südlichen Nordsee wurden auch bei anderen Schiffen verfolgt, etwa beim gleichnamigen Emder Lotsenversetzboot oder dem Forschungsschiff der Deutschen Marine, Planet, das ebenfalls von den Emder Nordseewerken gebaut wurde.
Die Borkum ist im Rahmen der Küstenwache des Bundes im Einsatz und nimmt in der Deutschen Bucht außer den zöllnerischen Aufgaben auch solche im Umweltschutz, im schifffahrtspolizeilichen Vollzug und in der Fischereiaufsicht wahr.